# 60 mètres masculin aux championnats du monde d'athlétisme en salle 2014
Navigation
2012 2016
L'épreuve du 60 mètres masculin des Championnats du monde en salle 2014 s'est déroulée les 7 et 8 mars 2014 au sein de l'Ergo Arena de Sopot, en Pologne.

## Résultats

### Séries
Qualification : Les trois premiers de chaque série (Q) et les six meilleurs temps (q) se qualifient pour les demi-finales.
| Rang | Série | Athlète                | Nationalité                 | Temps | Notes |
| ---- | ----- | ---------------------- | --------------------------- | ----- | ----- |
| 1    | 4     | Richard Kilty          | Royaume-Uni                 | 6.53  | Q, PB |
| 2    | 6     | Dwain Chambers         | Royaume-Uni                 | 6.57  | Q     |
| 3    | 5     | Lucas Jakubczyk        | Allemagne                   | 6.57  | Q     |
| 4    | 2     | Su Bingtian            | Chine                       | 6.58  | Q     |
| 4    | 4     | Nesta Carter           | Jamaïque                    | 6.58  | Q     |
| 4    | 4     | Reza Ghasemi           | Iran                        | 6.58  | Q, NR |
| 4    | 5     | Dariusz Kuć            | Pologne                     | 6.58  | Q, PB |
| 8    | 1     | Gerald Phiri           | Zambie                      | 6.59  | Q     |
| 8    | 1     | Kimmari Roach          | Jamaïque                    | 6.59  | Q, PB |
| 8    | 3     | Jason Rogers           | Saint-Christophe-et-Niévès  | 6.59  | Q     |
| 11   | 1     | Marvin Bracy           | États-Unis                  | 6.60  | Q     |
| 12   | 3     | Warren Fraser          | Bahamas                     | 6.61  | Q     |
| 13   | 6     | Adam Harris            | Guyana                      | 6.62  | Q     |
| 14   | 5     | Femi Ogunode           | Qatar                       | 6.63  | Q     |
| 14   | 6     | Gavin Smellie          | Canada                      | 6.63  | Q     |
| 14   | 6     | Brijesh Lawrence       | Saint-Christophe-et-Niévès  | 6.63  | q     |
| 17   | 6     | Gabriel Mvumvure       | Zimbabwe                    | 6.64  | q, PB |
| 18   | 2     | Yoshihide Kiryu        | Japon                       | 6.65  | Q     |
| 18   | 3     | Zhang Peimeng          | Chine                       | 6.65  | Q, SB |
| 20   | 1     | Fabio Cerutti          | Italie                      | 6.67  | q     |
| 21   | 2     | Trell Kimmons          | États-Unis                  | 6.68  | Q     |
| 22   | 2     | Hassan Taftian         | Iran                        | 6.69  | q, PB |
| 22   | 4     | Barakat Al-Harthi      | Oman                        | 6.69  | q, SB |
| 22   | 3     | Remigiusz Olszewski    | Pologne                     | 6.69  | q     |
| 22   | 4     | Samuel Francis         | Qatar                       | 6.69  | [ 3 ] |
| 22   | 5     | Adrian Griffith        | Bahamas                     | 6.69  | [ 4 ] |
| 27   | 2     | Adam Zavacký           | Slovaquie                   | 6.71  |       |
| 28   | 2     | Odain Rose             | Suède                       | 6.71  |       |
| 29   | 1     | Tom Kling-Baptiste     | Suède                       | 6.72  |       |
| 30   | 3     | T.J. Lawrence          | Canada                      | 6.74  |       |
| 31   | 4     | Calvin Kang Li Loong   | Singapour                   | 6.75  | PB    |
| 32   | 5     | Rolando Palacios       | Honduras                    | 6.78  | SB    |
| 33   | 5     | Paul Williams          | Grenade                     | 6.82  |       |
| 34   | 1     | Sibusiso Matsenjwa     | Swaziland                   | 6.88  | NR    |
| 35   | 1     | Jean Thierie Ferdinand | Maurice                     | 6.98  | PB    |
| 36   | 6     | Riste Pandev           | Macédoine du Nord           | 7.00  |       |
| 37   | 2     | Cristian Leguizamón    | Paraguay                    | 7.02  | PB    |
| 38   | 6     | Faresa Kapisi          | Samoa américaines           | 7.14  | PB    |
| 39   | 4     | Benjamín Véliz         | Nicaragua                   | 7.27  | NR    |
| 40   | 3     | Gregory Bradai         | French Polynesia            | 7.30  | PB    |
| 41   | 5     | Ddoyd Brown            | Aruba                       | 7.47  | PB    |
| 42   | 3     | Yondan Namelo          | États fédérés de Micronésie | 7.56  | PB    |
| 43   | 4     | Jamodre Lalita         | Îles Marshall               | 7.72  | PB    |
| —    | 3     | Solomon Bockarie       | Sierra Leone                | DNS   |       |

### Demi-finales
Qualification : les 2 premiers de chaque séries (Q) et les deux meilleurs temps (q) se qualifient pour la finale.
| Rang | Série | Athlète             | Nationalité                | Temps  | Notes |
| ---- | ----- | ------------------- | -------------------------- | ------ | ----- |
| 1    | 1     | Nesta Carter        | Jamaïque                   | 6 s 50 | Q, SB |
| 2    | 1     | Richard Kilty       | Royaume-Uni                | 6 s 52 | Q, PB |
| 2    | 3     | Marvin Bracy        | États-Unis                 | 6 s 52 | Q     |
| 4    | 2     | Femi Ogunode        | Qatar                      | 6 s 55 | Q     |
| 4    | 2     | Kimmari Roach       | Jamaïque                   | 6 s 55 | Q, PB |
| 6    | 2     | Su Bingtian         | Chine                      | 6 s 57 | q, SB |
| 6    | 3     | Gerald Phiri        | Zambie                     | 6 s 57 | Q, NR |
| 8    | 2     | Dwain Chambers      | Royaume-Uni                | 6 s 58 | q     |
| 9    | 2     | Warren Fraser       | Bahamas                    | 6 s 59 |       |
| 9    | 3     | Adam Harris         | Guyana                     | 6 s 59 |       |
| 11   | 3     | Lucas Jakubczyk     | Allemagne                  | 6 s 60 |       |
| 11   | 3     | Dariusz Kuć         | Pologne                    | 6 s 60 |       |
| 11   | 1     | Gabriel Mvumvure    | Zimbabwe                   | 6 s 60 | NR    |
| 14   | 1     | Trell Kimmons       | États-Unis                 | 6 s 62 |       |
| 14   | 1     | Jason Rogers        | Saint-Christophe-et-Niévès | 6 s 62 |       |
| 14   | 1     | Yoshihide Kiryu     | Japon                      | 6 s 62 |       |
| 14   | 1     | Reza Ghasemi        | Iran                       | 6 s 62 |       |
| 18   | 1     | Remigiusz Olszewski | Pologne                    | 6 s 66 |       |
| 19   | 2     | Hassan Taftian      | Iran                       | 6 s 67 | PB    |
| 20   | 3     | Brijesh Lawrence    | Saint-Christophe-et-Niévès | 6 s 68 |       |
| 20   | 3     | Barakat Al-Harthi   | Oman                       | 6 s 68 | SB    |
| 22   | 3     | Zhang Peimeng       | Chine                      | 6 s 70 |       |
| 23   | 2     | Fabio Cerutti       | Italie                     | 6 s 71 |       |
| 24   | 2     | Gavin Smellie       | Canada                     | 6 s 74 |       |

### Finale
| Place              | Athlète        | Pays        | Temps  | Note |
| ------------------ | -------------- | ----------- | ------ | ---- |
| Médaille d'or      | Richard Kilty  | Royaume-Uni | 6 s 49 | PB   |
| Médaille d'argent  | Marvin Bracy   | États-Unis  | 6 s 51 |      |
| Médaille de bronze | Femi Ogunode   | Qatar       | 6 s 52 |      |
| 4                  | Su Bingtian    | Chine       | 6 s 52 | NR   |
| 5                  | Gerald Phiri   | Zambie      | 6 s 52 | NR   |
| 6                  | Dwain Chambers | Royaume-Uni | 6 s 53 |      |
| 7                  | Nesta Carter   | Jamaïque    | 6 s 57 |      |
| 8                  | Kimmari Roach  | Jamaïque    | 6 s 58 |      |

## Légende
Records et Performances
- AR : Record continental (area record)
- CR : Record des championnats (championship record)
- MR : Record du meeting (meet record)
- NR : Record national (national record)
- OR : Record olympique (olympic record)
- PR : Record paralympique (paralympic record)
- PB : Record personnel (personal best)
- SB : Meilleure performance personnelle de la saison (season's best)
- WL : Meilleure performance mondiale de l'année (world leader)
- WJR : Record du monde junior (world junior record)
- WR : Record du monde (world record)

Circonstances et Conditions
- DNF : N'a pas terminé (did not finish)
- DNS : N'a pas pris le départ (did not start)
- DQ : Disqualification (disqualification)
- NM : Aucun essai valable enregistré (No Mark)
- Q : Qualifié « directement » au prochain tour (ou à la prochaine compétition), lors d'une compétition majeure, grâce au classement ou à la réalisation des minima (automatic qualifier)
- q : Qualifié au prochain tour (ou à la prochaine compétition), lors d'une compétition majeure, grâce au repêchage ou à la réalisation de l'une des meilleures performances parmi celles des « non qualifiés directement » (grâce au meilleur temps ou à la meilleure distance par exemple) (secondary qualifier)